# Référendum de 2020 sur la limitation du nombre de mandats des élus en Missouri
Un Référendum de 2020 sur la limitation du nombre de mandats des élus a lieu le 3 novembre 2020 au Missouri. La population est amenée à se prononcer sur un amendement constitutionnel d'origine parlementaire, dit Amendement 1, visant à limiter à deux le nombre de mandats de l’ensemble des élus de la branche exécutive de l'état, cette limitation ne s'appliquant jusqu'alors qu'aux seuls gouverneurs et trésoriers,.
L'amendement est rejeté par 51 % des voix.

## Résultats
| Choix                     | Votes     | %     |
| ------------------------- | --------- | ----- |
| Pour                      | 1 373 891 | 48,03 |
| Contre                    | 1 486 860 | 51,97 |
|                           |           |       |
| Votes valides             | 2 860 751 |       |
| Votes blancs et invalides |           |       |
| Total                     |           | 100   |
| Abstention                |           |       |
| Inscrits/Participation    |           |       |

| Pour 1 373 891 (48,03 %) |  |  | Contre 1 486 860 (51,97 %) |
| ▲                        |  |  |                            |
| Majorité absolue         |  |  |                            |